# Sivergues
Sivergues ist eine französische Gemeinde mit 44 Einwohnern (Stand 1. Januar 2022) im Département Vaucluse in der Region Provence-Alpes-Côte d’Azur. Sie gehört zum Kanton Apt im Arrondissement Apt.

## Geographie
Sivergues befindet sich im Süden des Départements Vaucluse und ist von den Gemeinden Buoux, Vaugines, Cucuron, Auribeau und Saignon umgeben. Apt im Norden ist mit fünf Kilometern Entfernung die nächstgelegene Stadt.
Im Süden der Gemeinde erhebt sich das Gebirge des Grand Luberon. Das Gemeindegebiet ist Teil des Regionalen Naturparks Luberon. Die nordwestliche Gemeindegrenze wird vom 23 Kilometer langen Fluss Aigue Brun gebildet, der westlich von Cadenet in die Durance mündet.

## Verkehr
Der hochgelegene Ort Sivergues ist nur vom Nordosten her über die Route départementale D114 erreichbar.

## Geschichte
Sivergues war ein von Saignon abhängiges Lehnsgut und wurde im 14. Jahrhundert selbständig. Nach mehreren großen Epidemien wurde das Dorf zwischen 1501 und 1523 neu besiedelt, insbesondere von acht Waldenser-Familien, die sich hier niederließen. Seither ist die Geschichte des von Protestanten und Katholiken besiedelten Ortes vor allem religiös geprägt gewesen.

### Ortsname
Die Ortsbezeichnung geht wahrscheinlich auf einen Römer mit dem Namen Sivius zurück, der in der Nähe einen Gutshof besaß. Einer Legende zufolge soll sich der Name des Ortes von einem Kloster namens Six-Vierges („Sechs Jungfrauen“) ableiten, welches angeblich im fünften Jahrhundert von der Gattin des St. Castor und sechs jungen Mädchen gegründet wurde.

### Bevölkerungsentwicklung
| Jahr      | 1962 | 1968 | 1975 | 1982 | 1990 | 1999 | 2006 | 2008 | 2018 |
| --------- | ---- | ---- | ---- | ---- | ---- | ---- | ---- | ---- | ---- |
| Einwohner | 29   | 33   | 38   | 41   | 39   | 30   | 44   | 48   | 45   |

## Sehenswürdigkeiten

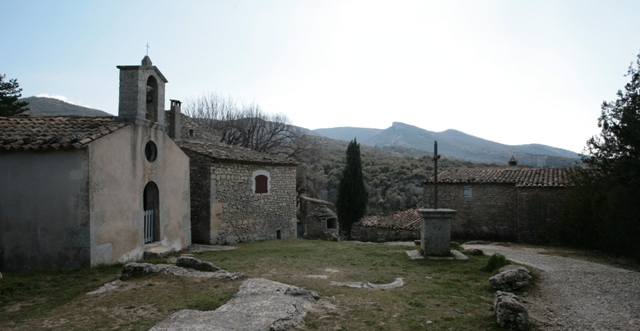
Kirche St-Pierre-et-St-Marie

Das in eine Herberge umgewandelte Fort de l'Archidiacre befindet sich am Fuße eines Felsens mit Blick auf das Tal des Aiguebrun. Es wurde von Bertrand de Bot befestigt, einem Archidiakon der Kathedrale von Apt. Erhalten sind eine Tür aus dem 13. Jahrhundert und das alte Gewölbe.
Die kleine Kirche St-Pierre-et-St-Marie wurde im 16. Jahrhundert errichtet und war für eine kleine katholische Gemeinschaft bestimmt: für das Jahr 1683 sind zwei katholische Familien mit 21 Mitgliedern bezeugt.
Der Bau der evangelischen Kirche geht wahrscheinlich auf die Mitte des 19. Jahrhunderts zurück. Davor trafen sich die Hugenotten der Gemeinde in den Höhlen des Luberon, etwa in der Bastide Perrons.
Eine halbe Stunde Fußweg vom Dorf entfernt steht ein als Herberge betriebenes Bauerngehöft mit dem Namen Castellas. Hier finden sich die Überreste der romanischen Kirche St. Trophime mitsamt Friedhof, der den Namen cimetière Vaudois („Waldenserfriedhof“) trägt.

## Sonstiges
Die Gemeinde ist vor allem durch den Roman L’Habitant de Sivergue von Henri Bosco bekannt geworden.